# Anacanthobatis stenosoma
Espèce
Anacanthobatis stenosoma, anciennement Anacanthobatis stenosomus, est une espèce de raies de la famille des Anacanthobatidae.